# Œagre
Dans la mythologie grecque, Œagre (en grec ancien : Οἴαγρος / Oíagros), fils d'Arès et de Léto (ou de Charops selon Diodore), est roi de Thrace, père d'Orphée et de Linos, conçus avec la Muse Calliope. Hygin (CLXV) en fait aussi le père de Marsyas.
Selon Nonnos, il accompagne Dionysos aux Indes. Diodore rapporte quant à lui qu'il est initié par son père aux mystères de Dionysos, et qu'il les transmet à son fils Orphée.

## Sources
- Pseudo-Apollodore, Bibliothèque [détail des éditions] [lire en ligne] (I, 3, 2).
- Diodore de Sicile, Bibliothèque historique [détail des éditions] [lire en ligne] (III, 65).
- Hygin, Fables [détail des éditions] [(la) lire en ligne] (XIV ; CLXV).
- Nonnos de Panopolis, Dionysiaques [détail des éditions] [lire en ligne] (X, 233 ; XIII, 428 ; XXII, 190).